# Karl Romson
Karl Emanuel Romson, född 29 november 1885 i Mora, död 30 oktober 1958 i Uppsala, var en svensk väg- och vattenbyggnadsingenjör.
Romson blev student vid Uppsala universitet 1905 och utexaminerades från Kungliga Tekniska högskolan i Stockholm 1910. Han var biträdande ingenjör vid mellersta väg- och vattenbyggnadsdistriktet 1911–1914 och vid Malmö stads byggnadskontor 1914. Han var stadsingenjör i Nässjö stad 1915–1917, stadsingenjör och byggnadschef i Lunds stad från 1918, stadsingenjör i Uppsala stad från 1924 och slutligen byggnadschef där 1942–1950. Han blev löjtnant i Väg- och vattenbyggnadskåren 1916 och kapten 1924.
Han var gift med advokat Märta Björnbom och tillsammans fick de två söner, den ena var juristen Rolf Romson. Paret skildes 1927. Karl Romson ligger begraven på Mora gamla kyrkogård.